# Чхери (река)
Чхери (груз. ჩხერი) — река в Грузии. Исток: ледник Гергети. Длина 8,7 км. Левый приток Терека.

## Описание
Река Чхери протекает в глубоком каньоне с крутыми стенами, который она «проточила» в мягких вулканических породах.

Река образуется от слияния двух потоков: правый (собственно, Чхери) вытекает из-под ледника Гергети; левый поток (Блот) берёт начало от ледника Абано.
При извержении Казбека несколько лавовых потоков оставили свой след в ущелье Чхери. На склонах левого берега реки обнаруживаются выходы андезитов и такситовых (полосатых) лав.. Правая часть долины реки тоже имеет след лавового потока в виде отрога Квенет-мта, чей склон сформировался в виде широких зелёных террас.. На упомянутых террасах располагается селение Гергеты (абсолютная высота 1800 м); вариант названия: Гергети, как и название ледника.
При впадении в реку Терек долина реки Чхери в ширину составляет около 400—500 м. В пойме реки можно обнаружить множество валунов, которые попали в пойму во время наводнения 1953 года.